# Plucheeae
Die Tribus Plucheeae gehört zur Unterfamilie Asteroideae innerhalb der Familie der Korbblütler (Asteraceae). Sie enthält 27 bis 28 Pflanzengattungen und 219 bis 220 Arten. 

## Beschreibung

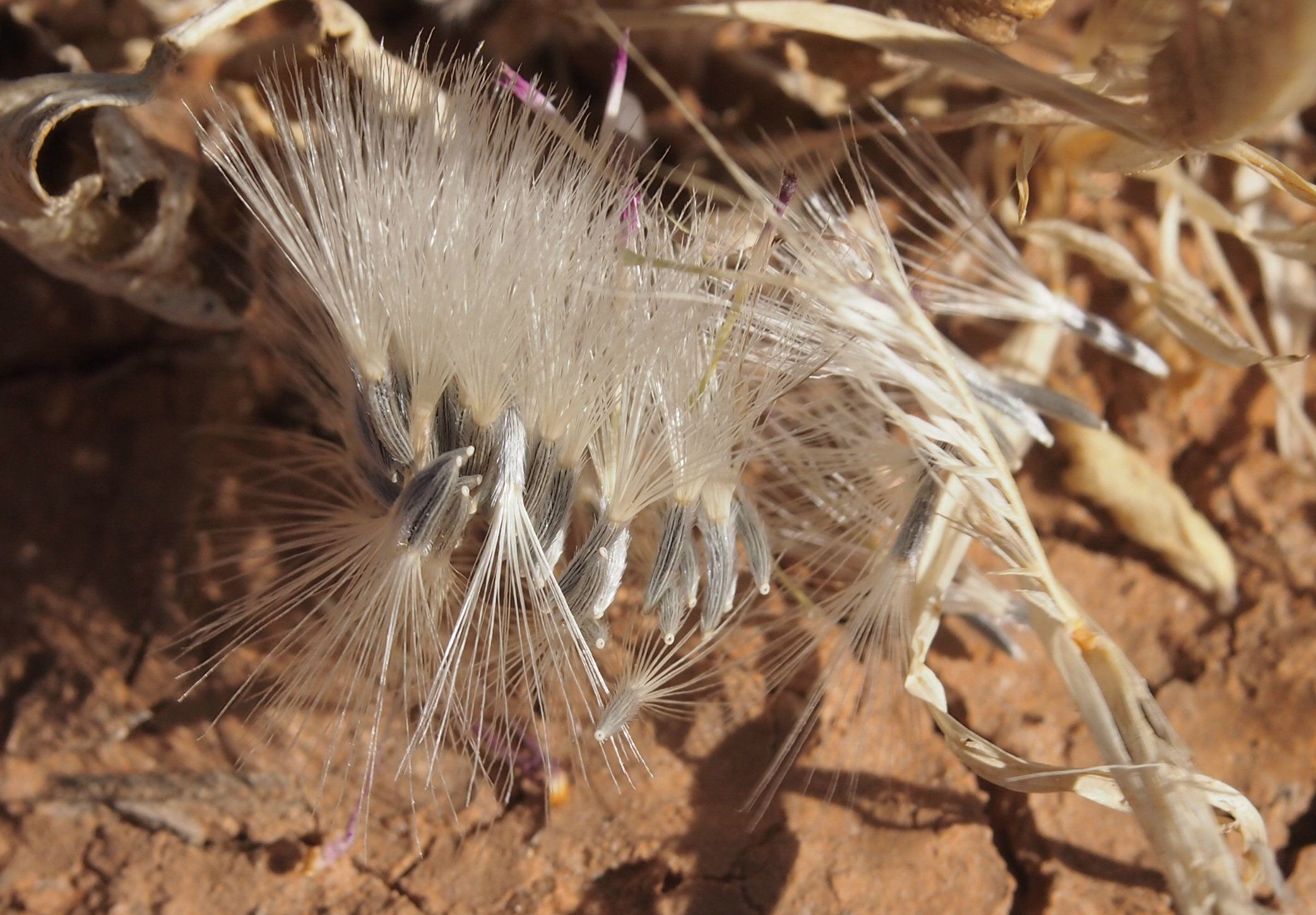
Achänen mit Pappus von Streptoglossa adscendens

### Vegetative Merkmale
Es sind einjährige bis ausdauernde krautige Pflanzen, oder verholzende Pflanzen: Halbsträucher, Sträucher oder kleine Bäume. Die selten grundständig in Rosetten oder meist am Stängel verteilt, meist wechselständig, selten fast gegenständig angeordneten Laubblätter sind gestielt oder ungestielt und meist einfach oder selten geteilt. Die Blattränder sind glatt, gezähnt, gesägt oder gelappt.

### Generative Merkmale
Die körbchenförmigen Blütenständen stehen meist an verzweigten, doldentraubigen, rispigen Gesamtblütenständen zusammen; nur bei Sachsia stehen sie einzeln. Die Blütenkörbe sind meist scheibenförmig. 12 bis über 30 mehr oder weniger in Form und Größe verschiedenen Hüllblätter stehen in meist drei bis mehr als sechs Reihen zusammen; ihre Ränder und/oder Spitzen sind meist deutlich papierartig. Der flache bis konvexe Blütenstandsboden ist meist unbehaart. Im körbchenförmigen Blütenstand befinden sich meist nur Röhrenblüten. Wohl nur bei Sachsia gibt es am Rand weißliche, weibliche, zygomorphe Blüten mit einer „Zunge“ die mit drei Kronzähnen endet. Alle Blüten sind meist rosa- bis purpurfarben, manchmal weißlich, selten gelb. Am Rand befinden sich meist eine, selten zwei oder mehr Reihen zygomorpher Zungenblüten, sogenannte Strahlenblüten; sie sind meist weiblich und fertil, es kommen auch funktional männliche Blüten vor. Die radiärsymmetrischen Röhrenblüten sind meist alle zwittrig und fertil mit meist vier-, selten fünf Kronzipfel. Die Staubbeutel sind meist an ihrer Basis mehr oder weniger geschwänzt und besitzen Anhängsel. Am Griffel sind meist keine Anhängsel erkennbar.
Alle Achänen eines Fruchtstandes sind meist gleich und glatt oder gerippt. In diesem Tribus ist meist ein Pappus vorhanden aus meist bärtigen bis selten fedrigen Pappusborsten oder freien bis verwachsenen Schuppen in ein bis zwei Reihen.

## Systematik und Verbreitung

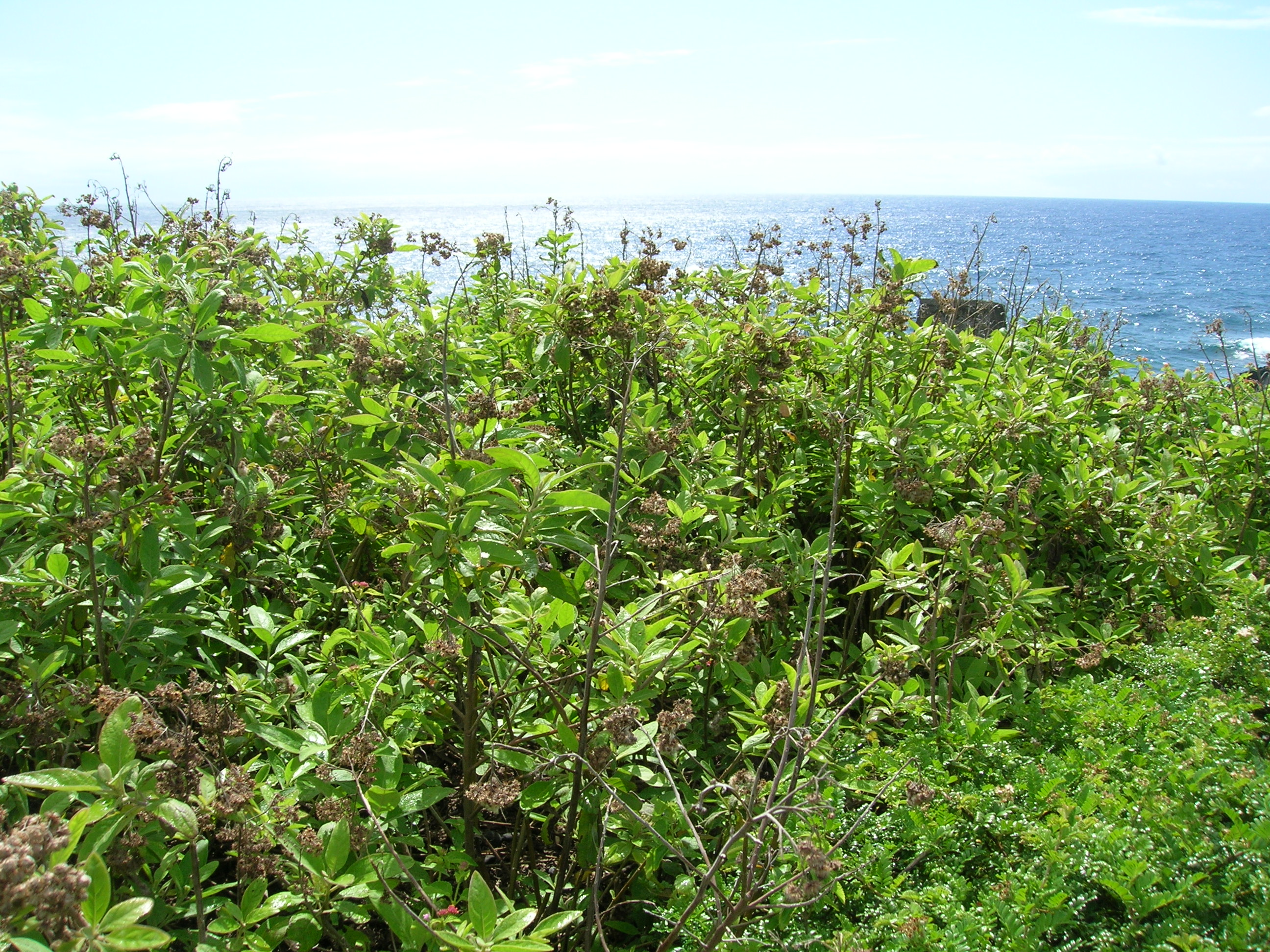
Der Strauch Pluchea carolinensis bildet große Bestände

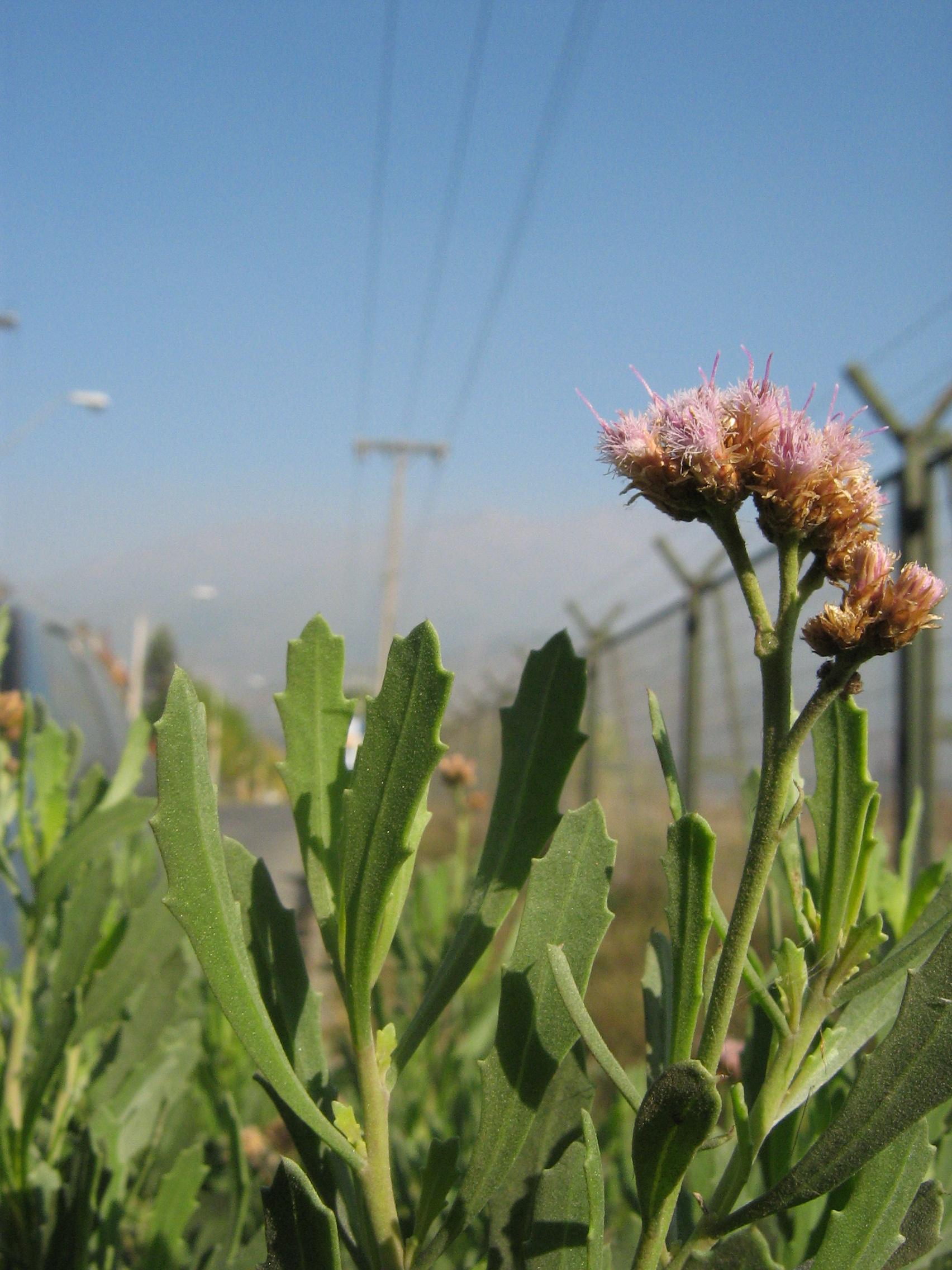
Pluchea absinthioides wächst als ausdauernde krautige Pflanze

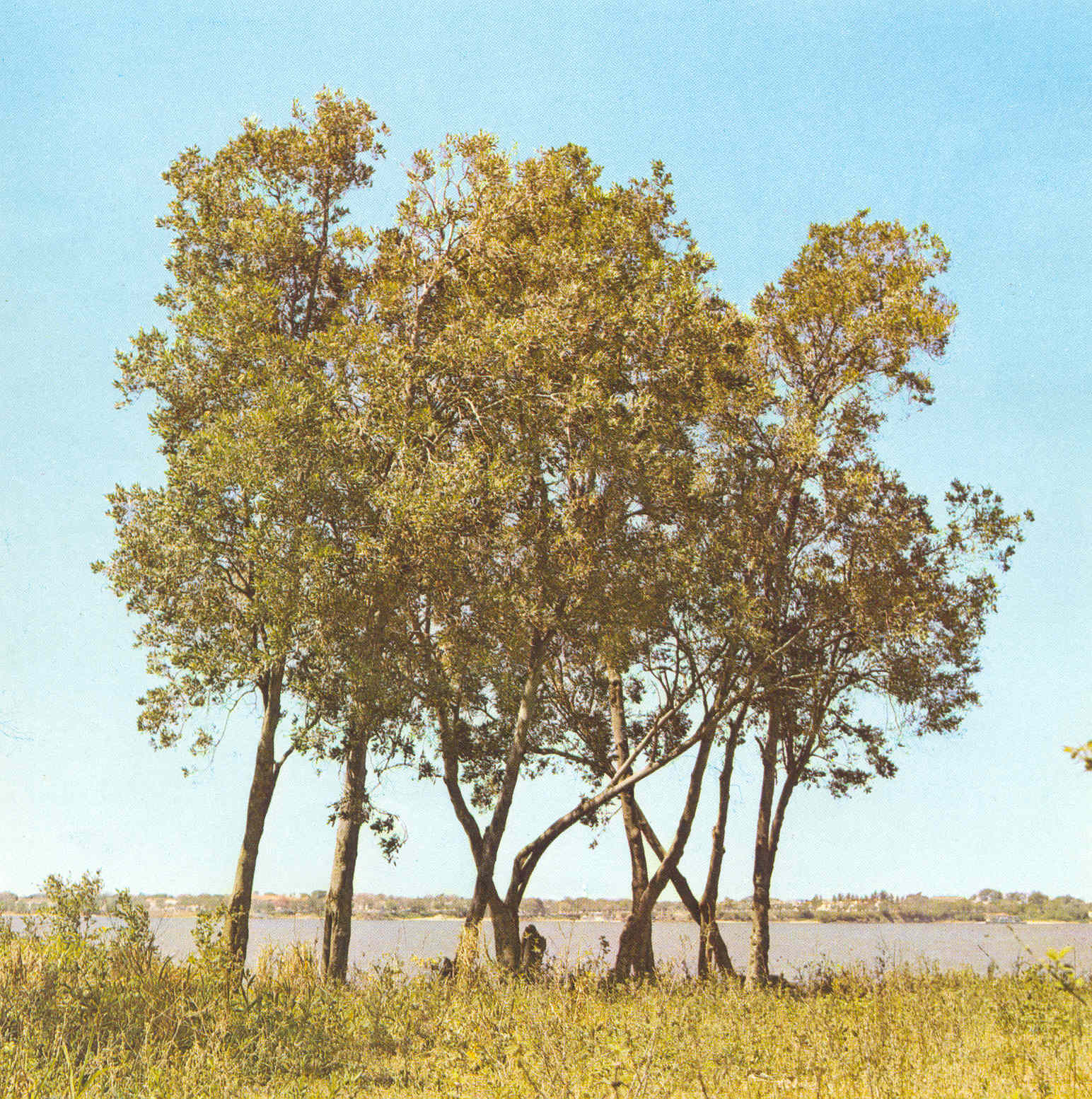
Tessaria integrifolia wächst als Baum

Die Tribus Plucheeae und Gnaphalieae wurden aus der früher viel größeren Tribus Inuleae Cass. ausgegliedert. Die Tribus Plucheeae Cass. ex Dumort. wurde 1989 von Arne A. Anderberg, in Canadian Journal of Botany, Volume 67, 2293, reaktiviert. Doch zeigte sich, dass Inuleae ohne die Gattungen von Plucheeae nicht monophyletisch ist und Anderberg et al. 2005 von einem Komplex Inuleae-Plucheeae schreiben. Die Tribus Inuleae s. l. gliedert sich wohl in zwei Subtribus Inulinae Cass. ex Dumort. und Plucheinae Cass. ex Dumort. Die Tribus Plucheeae, wie sie hier dargestellt ist, ist wohl mit kleinen Abweichungen die Subtribus Plucheinae Cass. ex Dumort. innerhalb der Tribus Inuleae s. l. Dieser Ansicht wurde in der Flora of North America 2006 nicht gefolgt und die Tribus Plucheeae beibehalten. Der Rang Tribus oder Subtribus für diese Verwandtschaftsgruppe wird kontrovers diskutiert.
Die Taxa der Tribus Plucheeae sind sowohl in der Alten Welt wie der Neuen Welt beheimatet. Sie fehlt in Europa. Es gibt Taxa in der gesamten Neotropis, Afrika, Asien, und Australien. Sie gedeihen meist in tropischen und subtropischen Gebieten. Einige Arten sind Neophyten in vielen Ländern der Welt. Die Gattung Rhodogeron kommt nur auf Kuba vor. In Peru gibt es vier Gattungen (Pluchea, Pseudoconyza, Pterocaulon, Tessaria) mit nur etwa sieben Arten. In Nordamerika kommen drei Gattungen mit etwa zwölf Arten vor.

### Alphabetische Gattungsliste (Auswahl)
Die Tribus Plucheeae enthält 27 bis 28 Gattungen mit 219 bis 220 Arten:
- Blumeopsis Gagnep.: Sie enthält nur eine Art:
  - Blumeopsis flava (DC.) Gagnepain: Sie ist im tropischen Asien: Bhutan, China, Indien, Indonesien, Malaysia, Myanmar, Pakistan, Thailand und Vietnam verbreitet.
- Cylindrocline Cass.: Die nur zwei Arten kommen nur auf den Maskarenen vor.
- Doellia Sch.Bip.: Die nur zwei Arten sind im südlichen Afrika, Madagaskar, östlichen Afrika bis Sinai, Iran und Pakistan verbreitet.
- Laggera Sch.Bip. ex Koch: Die etwa 17 Arten sind im tropischen Afrika, Arabien und Asien verbreitet.
- Litogyne Harv.: Sie enthält nur eine Art:
  - Litogyne gariepina (DC.) Anderb.: Sie kommt im tropischen und im südlichen Afrika vor.[2]
- Nicolasia S.Moore: Von den sieben afrikanischen Arten kommen sechs in der Capensis vor.
- Pluchea Cass.: Die etwa 40 bis 80 Arten sind in Afrika, Südostasien, Australien, Nordamerika, den Pazifischen Inseln, Mittel- und Südamerika und den Karibischen Inseln verbreitet.
- Porphyrostemma Benth. ex Oliv.: Die etwa drei Arten sind in Afrika verbreitet.
- Pseudoconyza Cuatr.: Sie enthält nur eine Art:
  - Pseudoconyza viscosa (Mill.) D’Arcy: Sie ist in Zentralamerika, Afrika und Asien verbreitet.
- Pterocaulon Ell.: Die etwa 17 bis 18 Arten sind in Südostasien, Australien und der Neuen Welt verbreitet: Die elf Arten der Sektion Pterocaulon kommen hauptsächlich in Südamerika vor. Die Arten der Sektion Monenteles (Labill.) Kuntze kommen in Australasien vor.
- Rhodogeron Griseb.: Die enthält nur eine Art:
  - Rhodogeron coronopifolius Griseb.: Sie kommt nur auf Kuba vor.
- Sachsia Griseb.: Die etwa drei Arten besitzen eine karibische Verbreitung: Kuba, Bahamas, südliches Florida, Jamaika und Hispaniola.
- Sphaeranthus L.: Die etwa 40 Arten sind im tropischen und subtropischen Afrika und Asien, außerdem in Australien verbreitet.
- Streptoglossa Steetz: Die etwa acht Arten sind in Australien verbreitet.
- Tessaria Ruiz & Pavón: Sie enthält nur eine Art:
  - Tessaria integrifolia Ruiz & Pavón: Es ist ein von Mittelamerika bis Argentinien verbreiteter Baum.